# رتیل آذینی ببری وسل
رتیل آذینی ببری وسل (نام علمی: Poecilotheria tigrinawesseli) نام یک گونه از سرده عنکبوت‌های ببری است.